# Danny DeVito
Danny DeVito, właśc. Daniel Michael DeVito Jr. (ur. 17 listopada 1944 w Asbury Park w stanie New Jersey) – amerykański aktor, producent i reżyser.

## Życiorys

### Aktorstwo
Urodził się w katolickiej rodzinie włoskiego pochodzenia. Ukończył szkołę podstawową Our Lady of Mt. Carmel oraz Oratory Prep School w Summit, w stanie New Jersey, gdzie miał pierwszy kontakt z aktorstwem – pojawił się w szkolnym przedstawieniu, jako św. Franciszek z Asyżu. Po ukończeniu szkoły imał się różnych zajęć, jednak najbardziej pragnął zostać aktorem.
Zadebiutował w 1969 występem w filmie Dreams of Glass, zagrał także epizod w filmie Woody’ego Allena Bananowy czubek (1971). Pierwszym sukcesem aktora była rola Martiniego w Locie nad kukułczym gniazdem Miloša Formana. Kariera Danny’ego DeVito nabrała rozpędu dopiero w latach 80. W Czułych słówkach Jamesa L. Brooksa zagrał Vernona, nieśmiałego wielbiciela Shirley MacLaine.
Mimo że filmy Lot nad kukułczym gniazdem oraz Czułe słówka, w których występował DeVito, wygrały nagrodę amerykańskie Akademii Filmowej dla najlepszego filmu, to dopiero rola Louiego de Palmy w telewizyjnym show Taxi sprawiła, że aktor stał się znany szerszej publiczności. W 1998 magazyn „TV Guide” zlecił badania wśród widzów programów telewizyjnych, w których postać Louiego de Palmy, wykreowana przez DeVito, została okrzyknięta 50. największym telewizyjnym bohaterem wszech czasów.
Przygodowy film Miłość, szmaragd i krokodyl (1984) Roberta Zemeckisa z Michaelem Douglasem, Kathleen Turner i DeVito w roli gangstera Ralpha podążającego ich tropem, okazał się przebojem kasowym i doczekał się sequelu, zatytułowanego Klejnot Nilu (1985). W farsie Bezlitosnych ludziach (1986) aktor zagrał bogatego męża-pantoflarza Bette Midler, której chce się za wszelką cenę pozbyć, żeby móc się związać z kochanką. W czarnej komedii Briana De Palmy Ważniaki (1986) wystąpił jako drobny gangster pracujący dla mafii, który popada w konflikt ze swoim szefem i razem z przyjacielem (Joe Piscopo) jest zmuszony do ucieczki. Kolejną udaną komedią w dorobku aktora był film Bliźniacy (1988) Ivana Reitmana, gdzie DeVito zagrał bliźniaka Arnolda Schwarzeneggera.
W latach 90. występował w poważniejszych rolach. Magrał czarny charakter prosto z Wall Street w Other People’s Money (1991) Normana Jewisona, obok Gregory Pecka i Penelope Ann Miller. W Powrocie Batmana (1992) Tima Burtona wcielił się w mrocznego przeciwnika Batmana, Pingwina. Jack Niedźwiadek (1993) to nieco sentymentalny film, w którym DeVito zagrał ojca samotnie wychowującego dwoje dzieci, natomiast film Junior (1994) stanowi kontynuację współpracy z Arnoldem Schwarzeneggerem, w której tenże zagrał pierwszego mężczyznę, który zachodzi w ciążę. Następnie zagrał w komedii Renaissance Man (1994), gdzie wystąpił w roli nauczyciela literatury w wojsku. Następnie zagrał w kolejnych dwóch czarnych komediach: Dorwać małego (1995) Barry Sonnenfelda pojawił się jako tytułowy rozchwytywany gwiazdor filmowy, a w parodii science-fiction Marsjanie atakują! (1996) Tima Burtona zagrał nałogowego hazardzistę. Natomiast w wystylizowanych na film noir Tajemnicach Los Angeles (1997) DeVito zagrał Sida Hudgensa, wydawcę plotkarskiej gazety, zajmującej się głównie skandalami, a w Zaklinaczu deszczu (1997) Francisa Forda Coppoli, adaptacji powieści Johna Grishama, pomagał niedoświadczonemu adwokatowi (Matt Damon) w zwalczaniu nielegalnych praktyk dużej firmy ubezpieczeniowej. Dramat Pełnia życia (1998), w którym aktor partnerował Holly Hunter, opowiadał o uczuciowym związku dwojga rozczarowanych życiem ludzi. W biograficznym filmie Człowiek z księżyca (1999) Miloša Formana, DeVito zagrał cierpliwego managera komika Andy’ego Kaufmana (Jim Carrey). W 2003 wystąpił gościnnie w sitcomie Przyjaciele jako podstarzały, płaczliwy striptizer na wieczorze panieńskim Phoebe Buffay.
W 2009 wystąpił w telewizyjnej kampanii reklamowej Banku Zachodniego WBK, wcześniej został wytypowany przez respondentów jako najsympatyczniejszy aktor związany z Hollywood, którego najchętniej zobaczyliby w krajowej produkcji. Spot reklamowy z udziałem DeVito został nakręcony w lutym 2009 podczas wizyty aktora w Polsce.
W 2014 wystąpił gościnnie w teledysku brytyjsko-irlandzkiej grupy One Direction. W 2021 wystąpił w spocie reklamowym Discord – The Movie.

### Produkcja
Jest właścicielem firmy produkcyjnej Jersey Film’s 2nd Avenue, kontynuującej tradycję jego pierwszej firmy produkcyjnej – Jersey Films, która zrealizowała ponad 20 filmów fabularnych, takich jak: Hoffa (1992), Pulp Fiction (1994) Quentina Tarantino, Orbitowanie bez cukru (1994), Dorwać małego, Matylda (1996), Feeling Minnesota (1996), Gattaca – szok przyszłości (1997), Co z oczu to z serca (1998) Stevena Soderbergha, Pełnia życia, Człowiek z księżyca i Erin Brockovich (2000).

### Reżyseria

Danny DeVito i Rhea Perlman, 2006

Zajmował się reżyserią od początku swojej kariery, w większości swoich filmów także występował. Początkowo reżyserował seriale telewizyjne, w tym Taxi (1978), za rolę w którym zresztą otrzymał nagrodę Emmy, odcinki Amazing Stories (1985) i Mary (1985). Kinowym debiutem fabularnym DeVito była czarna komedia Wyrzuć mamę z pociągu (Throw Momma from the Train, 1987) z Billy Crystalem. Równie satyrycznym zacięciem, skierowanym w stronę instytucji małżeństwa, charakteryzowała się komedia Wojna państwa Rose (The War of the Roses) (1989) z Kathleen Turner i Michaelem Douglasem. Jednak najważniejszym dziełem reżysera jest dramat biograficzny Hoffa (1992), o związkowcu Jimmym Hoffie, z Jackiem Nicholsonem w roli tytułowej. Późniejszym dziełem DeVito jest komedia Matylda (1996), opowiadająca o nieszczęściach dzieciństwa, oparta na opowieści Roalda Dahla, z Marą Wilson w głównej roli.

### Życie prywatne
Prywatnie od 1982 jest mężem aktorki Rhei Perlman, znanej z serialu Taxi i sitcomu Cheers, z którą ma trójkę dzieci. W latach 70. zrobili razem dwa filmy krótkometrażowe, które DeVito wyreżyserował: The Sound Sleeper (1973) i Minestrone (1975).
Ma 147 cm wzrostu.

## Filmografia

### Aktor
- Mortadela (1971) jako Fred Mancuso
- Lot nad kukułczym gniazdem (1975) jako Martini
- Myjnia samochodowa (1976) jako Joe
- Największy kochanek świata (1977) jako asystent reż.
- Idąc na południe (1979) jako Hog
- Czułe słówka (1983) jako Vernon Dahlart
- Ważniak (1984) jako Vic De Salvo
- Niebezpieczny Johnny (1984) jako Burr
- Miłość, szmaragd i krokodyl (1984) jako Ralph
- Klejnot Nilu (1985) jako Ralph
- Centrala (1985) jako Frank Stedman
- Ważniaki (1986) jako Harry Valentini
- Bezlitośni ludzie (1986) jako Sam Stone
- Wyrzuć mamę z pociągu (1987) jako Owen Lift
- Wet za wet (1987) jako Ernest Tilley
- Bliźniacy (1988) jako Vincent Benedict
- Wojna państwa Rose (1989) jako Gavin D’Amato
- Cudze pieniądze (1991) jako Lawrence „Larry” Garfield
- Powrót Batmana (1992) „Pingwin” – Oswald Cobblepot
- Hoffa (1992) jako Robert „Bobby” Ciaro
- Jack Niedźwiadek (1993) jako John Leary
- Inteligent w armii (1994) jako Bill Rago
- Junior (1994) jako dr Larry Arbogast
- Dorwać małego (1995) jako Martin Weir
- Matylda (1996) jako Harry Wormwood
- Marsjanie atakują! (1996) jako Rude Gambler
- Herkules (1997) jako Filoktet
- Zaklinacz deszczu (1997) jako Deck Shifflet
- Tajemnice Los Angeles (1997) jako Sid Hudgens
- Pełnia życia (1998) jako Pat Francato
- Człowiek z księżyca (1999) jako George Shapiro
- Przekleństwa niewinności (1999) jako dr E.M. Horniker
- Transakcja (1999) jako Phil Cooper
- Trafiona-zatopiona (2000) jako Wyatt Rash
- Ofiary losu (2000) jako Grover Cleaver
- Sądny dzień (2001) jako Max Fairbanks
- Skok (2001) jako Mickey Bergman
- Smoochy (2002) jako Burke Bennet
- Życie i cała reszta (2003) jako Harvey Wexler
- Duża ryba (2003) jako Amos Calloway
- Zakochane święta (2004) jako Brad LaGuardia
- Be Cool (2005) jako Martin Weir
- Szkoła wdzięku Marilyn Hotchkiss (2005) jako Booth
- Niespełnione pragnienia (2006) jako Wayne
- U nas w Filadelfii (od 2006) jako Frank Reynolds
- Władza pieniądza (2006) jako Walter
- Obcy krewni (2006) jako Frank Menure
- Wesołych świąt (2006) jako Buddy Hall
- Dobranoc, kochanie (2007) jako Mel
- Porwany (2007) jako George Gastner
- Wystarczy zalać (2007) jako Merl
- Wolna chata (2009) jako Cathkart
- Człowiek sukcesu (2009) jako Jimmy Merino
- Pewnego razu w Rzymie (2010) jako Al Russo
- Przychodzi dziewczyna do baru (2011) jako Aldo
- Lorax (2012) jako Lorax
- Hotel Noir (2013) jako Eugene Portland
- Simpsonowie (2013) jako Herbert Powell
- Triplets (2014) jako Vincent Benedict
- St. Sebastian (2014) jako Williams
- Jumanji: Następny poziom[3] (2019) Edward „Eddie” Gilpin
- Jedyny i niepowtarzalny Ivan (2020) jako Bob (głos)
- Niepokonany (2021) jako Charlie Goldman
- Nawiedzony dwór (2023) jako Bruce
- Poolman (2023) jako Jack
- Wyfrunięci (2023) jako wujek Dan

### Reżyser
- Ważniak (1984)
- Wyrzuć mamę z pociągu (1987)
- Wojna państwa Rose (1989)
- Hoffa (1992)
- Matylda (1996)
- Smoochy (2002)
- Starsza pani musi zniknąć (2003); także narrator
- Queen B. (2006)
- Skin Deep (2010)
- St. Sebastian (2014)